# 萊斯特·沃爾夫
萊斯特·萊昂內爾·沃爾夫（英語：Lester Lionel Wolff，1919年1月4日—2021年5月11日）是一名來自美國紐約的政治人物，他是美國民主黨前眾議院議員，曾任美國貿易發展署總裁。2014年沃爾夫獲頒美國最高市民獎國會金質獎章。
沃爾夫是一位相當知名的亞洲事務處理專家，他是杜魯學院太平洋社區研究所的主席，及許多外交政策書籍的作者和公共廣播電台（PBS）「問國會」節目的主持人。

## 早年生活和教育
沃爾夫出生在紐約市，他的家族自18世紀以來就定居於此。他在曼哈頓的猶太教改革派教堂裡完成他的猶太成年禮。沃爾夫大學時就讀於紐約市立學院，之後畢業於紐約大學並取得市場行銷學位。

## 早期職業生涯
從1939到1941年間他在紐約大學裡任教，之後他升任紐約市立大學系主任。在第二次世界大戰期間，沃爾夫曾經擔任過民用空中巡邏隊的隊員，中隊長和獵潛艦船員。
在私人企業裡，沃爾夫被公認為是市場研究和媒體傳播的權威。他是《長島新聞》和《布朗克斯家庭新聞》的執行長。沃爾夫還創立了自己的公司，專攻食品工業，並被選為紐約零售雜貨商會議常務董事。另外他也是當地電視節目《The Lines》的製作人兼主持人，及溫蒂·巴瑞（1912年4月18日－1978年2月2日）主演的名人綜藝節目製作人。
沃爾夫一直積極投身於於慈善事業，並領導猶太人聯合呼籲會的一個分會。

## 美國聯邦眾議員時期
1957年，沃爾夫曾被美國眾議員選為消費者研究小組委員會的顧問委員會主席。
他於1964年當選為眾議員，自1965年1月3日上任，連任至1981年1月3日。他最初代表第三選區參選，後來因區域重新分配變成第六選區。沃爾夫之後擔任美國國會亞太事務委員會主席及麻醉品濫用和控制特別委員會主席。他在領導民用空中巡邏隊的國會中隊時，官階升至上校。
1978年，美國國會代表團訪問中國期間，沃爾夫會見了鄧小平（1904年8月22日－1997年2月19日）。此次鄧沃會談對於 中華人民共和國與美國間建立正式的外交關係產生至關重要的影響。隨後美國總統吉米·卡特（James Earl Jimmy Carter, Jr.，1924年10月1日－）在未經國會同意下無預警的宣布與中華民國斷交，並正式承認中華人民共和國，此一舉動也終止美國與中華民國簽訂的25年共同防衛條約。因為此次事件，美國國會於1979年4月10日宣布通過訂立《台灣關係法》來維持與中華民國的非正式外交關係及維護其國家安全和雙方的商業利益，沃爾夫即是該法的制定者之一。
1969年，沃爾夫向白宮提出《對外援助法》的修訂版本（該法第一版於1961年簽訂），以恢復以色列和阿拉伯國家之間直接和平對談的倡議。此外1978年他也參與了大衛營協議（埃及與以色列和平條約）的簽訂。

## 國會議員卸任後的工作
他目前是美國貿易發展署的總裁，也是杜魯學院太平洋社區研究所的主席。他出版了許多有關外交政策的書籍。自20世紀80年代中期以來，他每週主持一次公共廣播電台（PBS）的「問國會」節目。由於他對於亞洲文化與各國關係的經驗和知識，使他成了一位相當受歡迎的亞洲顧問。從1987年到2007年間，他擔任格里芬公司的董事。在2010年，沃爾夫獲頒世界和平獎的最高榮譽獎，於2014年獲得美國最高平民榮譽國會金質獎章。
隨著2017年10月30日詹姆斯 D. 馬丁（James D. Martin，1918年9月1日－2017年10月30日）的逝世，沃爾夫成了美國当时年齡最大的前國會議員，直到他于2021年5月11日去世，享年102岁。

## 個人生活
沃爾夫於1940年與布蘭奇·希爾弗斯結婚；而她於1997年逝世。